# Nozomi Tsuji
Nozomi Tsuji (辻希美, Tsuji Nozomi, surnommée Nono ou Non, née le 17 juin 1987 à Tōkyō au Japon) est une ex-idole japonaise du Hello! Project, chanteuse, actrice, animatrice de télévision. Elle épouse en 2007 l'acteur Taiyō Sugiura, devenant Nozomi Sugiura (杉浦希美, Sugiura Nozomi), mais garde son ancien nom pour la scène.

## Biographie
Nozomi Tsuji est âgée de douze ans lorsqu'elle rejoint le célèbre groupe Morning Musume avec la « 4e génération » en avril 2000, puis son populaire "sous-groupe" Mini Moni peu après, qui enchaînent les tubes durant plusieurs années. Tsuji et son amie et collègue Ai Kago quittent ces deux groupes en 2004 pour former leur propre duo, W, avec quelques tubes comme Robo Kiss, avant que le groupe soit dissous en 2006 à la suite d'un scandale touchant Ai Kago.
Bien que sans groupe ni carrière discographique en solo, Tsuji continue cependant à participer aux concerts, spectacles et émissions TV du Hello! Project, et est souvent invitée dans d'autres émissions à la télévision japonaise, notamment pour les Français dans une émission filmée sur le marché de Noël de Strasbourg, fin 2006. Elle est aussi goal de l'équipe de Futsal du Hello! Project Gatas Brilhantes H.P. En mai 2007, elle sort sous le nom Athena le single Koko ni Iruzee!, une reprise de Morning Musume, qui sert de générique à la série anime Robby & Kerobby dont elle double l'héroïne, Athena.
Alors qu'est programmé pour juin 2007 sa participation à un nouveau groupe à la mode ganguro, Gyaruru, avec le single Boom Boom Mecha MACHO, Tsuji arrête brutalement  toutes ses activités pour raison de santé. Elle annonce peu après sa grossesse et son mariage pour le jour de ses 20 ans avec le père de son enfant, l'acteur Taiyo Sugiura, de sept ans son aîné. Elle est mise d'emblée en congé maternité par son agence, et en catastrophe Risa Niigaki reprend son rôle dans Robby & Kerobby, Asami Abe sa place dans Gyaruru, et Hitomi Yoshizawa son rôle dans une pièce de théâtre. Tsuji donne naissance à une fille, Noa (希空), le 26 novembre 2007.
En 2008, Nozomi Tsuji crée une ligne de vêtements pour petites filles nommée Baby&Ribbon, puis l'étend aux garçons en la renommant BOYS & Ribbon. Elle comptait reprendre ses activités au sein du Hello! Project, mais sa graduation (départ) du H!P est décidée le 31 mars 2009, avec toutes les autres anciennes du H!P, et elle continue depuis sa carrière au sein de la compagnie mère Up-Front et du M-line club. 
Elle ouvre un blog personnel, Non Piece ou Non Peace (のんピース), le blog de célébrité le plus visité du Japon en 2009 d'après l'Oricon, et créé une ligne d'accessoires de mode siglés Hello Kitty nommée Hello Kitty x Nozomi Tsuji. Elle participe régulièrement à des shows télévisés, dont le populaire Quiz! Hexagon II depuis juin 2009, et sort plusieurs livres en fin d'année, dont un de cuisine. En 2010, elle double un personnage secondaire dont le nom et l'apparence sont inspirés d'elle, dans la série anime Inazuma Eleven.
Fin mai 2010, elle annonce sur son blog être de nouveau enceinte,. Son premier album en solo, composé de reprises de chansons pour enfant, sort en novembre 2010. Le 26 décembre 2010, elle met au monde son deuxième enfant, un garçon nommé Seia (青空),. Pour s'en occuper, elle renonce à participer au groupe Dream Morning Musume formé en 2011 par ses collègues du M-line club. Le 21 mars 2013, elle met au monde son troisième enfant, un petit garçon nommé Sora.
En mars 2015, elle forme avec deux autres ex-Morning Musume le groupe promotionnel Datsumo Musume pour une chaine de salons de beauté. En juin 2018, elle annonce sa quatrième grossesse. Le 8 décembre 2018, elle met au monde son quatrième enfant, un petit garçon nommé Koa.

## Groupes

### Au sein du Hello! Project
- Morning Musume (2000-2004)
- Minimoni (2000-2004)
- 10nin Matsuri (2001)
- Odoru 11 (2002)
- Morning Musume Otome Gumi (2003–2004)
- 11WATER (2003)
- W (2004–2006)
- H.P. All Stars (2004)
- Hello! Project Shirogumi (2005)
- Wonderful Hearts (2006–2007)
- Elder Club (2009)

### Autres
- Gyaruru (2007)
- Morning Musume OG (2010)
- Ganbarō Nippon Ai wa Katsu Singers (2011)
- Datsumo Musume (2015-)

## Discographie

### En solo
Single
- 2007-05-16 : Koko ni Iruzee! (ここにいるぜぇ!?) (sous le nom Athena)

Digital single
- 2009-09-15 : Bokutachi Zespri Kiwi Dane (ぼくたち、ゼスプリキウイだね。?)

Album
- 2010-11-24 : Minna Happy Mama no Uta (みんなハッピーママのうた?) (album de reprises)

### Avec Morning Musume
Singles
- 17 mai 2000 : Happy Summer Wedding
- 6 septembre 2000 : I Wish
- 13 décembre 2000 : Renai Revolution 21
- 25 juillet 2001 : The Peace!
- 31 octobre 2001 : Mr. Moonlight ~Ai no Big Band~
- 20 février 2002 : Sōda! We're Alive
- 24 juillet 2002 : Do it! Now
- 30 octobre 2002 : Koko ni Iruzee!
- 19 février 2003: Morning Musume no Hyokkori Hyōtanjima
- 23 avril 2003 : As For One Day
- 30 juillet 2003 : Shabondama
- 6 novembre 2003 : Go Girl ~Koi no Victory~
- 21 janvier 2004 : Ai Araba It's All Right
- 12 mai 2004 : Roman ~My Dear Boy~
- 22 juillet 2004 : Joshi Kashimashi Monogatari

Albums
- 31 janvier 2001 :  Best! Morning Musume 1
- 27 mars 2002 :  4th Ikimasshoi!
- 26 mars 2003 :  No.5
- 31 mars 2004 :  Best! Morning Musume 2

Mini-Album
- 27 février 2018 : Hatachi no Morning Musume (Morning Musume 20th)

(+ compilations du groupe)

### Avec Mini Moni
Singles
- 2001-01-17 : Mini Moni Jankenpyon! / Haru Natsu Aki Fuyu Daisukki!
- 2001-09-12 : Mini Moni Telephone! Rin Rin Rin / Mini Moni Bus Guide
- 2001-12-05 : Mini Hams no Ai no Uta (en tant que Mini Hams)
- 2002-01-30 : Mini Moni Hina Matsuri! / Mini Strawberry Pie
- 2002-04-24 : Ai~n Taisō / Ai~n! Dance no Uta (en tant que Baka Tono Sama to Mini Moni Hime)
- 2002-11-27 : Genki Jirushi no Ōmori Song / Okashi Tsukutte Okkasuii! (par Mini Moni to Takahashi Ai + 4KIDS)
- 2002-12-04 : Mini Hams no Kekkon Song (en tant que Mini Hams)
- 2003-04-09 : Rock 'n' Roll Kenchō Shozaichi ~Oboechaina Series~
- 2003-05-14 : Mini Moni Kazoe Uta ~Ofuro Version~ / Mini Moni Kazoe Uta ~Date Version~
- 2003-10-16 : Crazy About You
- 2003-11-19 : Mirakururun Grand Purin! / Pi~hyara Kōta (par Mini Hams / Purin chan)
- 2004-04-21 : Lucky Cha Cha Cha!

Albums
- 2002-06-26 : Mini Moni Song Daihyakka Ichimaki
- 2004-02-11 : Mini Moni Songs 2

### W
Singles
- 19 mai 2004 : Koi no Vacance
- 18 août 2004 : Aa Ii Na!
- 14 octobre 2004 : Robo Kiss
- 9 février 2005 : Koi no Fuga
- 18 mai 2005 : Ai no Imi wo Oshiete!
- 7 septembre 2005 : Miss Love Tantei
- (prévu pour le 8 mars 2006, sortie annulée) : Dō ni mo Tomaranai

Albums
- 2 juin 2004 : Duo U&U
- 2 mars 2005 2nd W
- (prévu pour le 15 mars 2006, sortie annulée) W3 : Faithful

### Autres participations
Singles
- 4 juillet 2001 : Summer Reggae! Rainbow (avec 10nin Matsuri)
- 3 juillet 2002 : Shiawase Kyōryū Ondo (avec Odoru 11)
- 9 juillet 2003 : Be All Right! (avec 11WATER)
- 18 septembre 2003 : Ai no Sono ~Touch My Heart!~ (avec Morning Musume Otome Gumi)
- 25 février 2004 : Yūjō ~Kokoro no Busu ni wa Naranee!~ (avec Morning Musume Otome Gumi)
- 1er décembre 2004 : All for One & One for All! (avec H.P. All Stars)
- 22 juin 2011 : Ai wa Katsu (avec Ganbarou Nippon Ai wa Katsu Singers)

Albums
- 10 juillet 2002 : Hawaiian de Kiku Morning Musume Single Collection (avec "Takagi Boo to Morning Musume, Coconuts Musume...")

(+ compilations diverses)

## Filmographie
Film
- 2000 : Pinch Runner (ピンチランナー)
- 2003 : Mini Moni ja Movie: Okashi na Daibōken! (ミニモニ。じゃムービーお菓子な大冒険！)
- 2007 : Chou Gekijouban Keroro Gunsou 2 Shinkai no Princess de Arimasu (超劇場版ケロロ軍曹2 深海のプリンセスであります!)

Drama
- 2004 : Mini Moni de Bremen no Ongakutai (ミニモニ。でブレーメンの音楽隊)

Animés
- 2007 : Robby to Kerobby (ロビーとケロビー)(Athena)
- 2010 : Inazuma Eleven (イナズマイレブン) (Nashimoto Nonomi)
- 2011 : Pink no Bulldog ~Utau WAN WAN~ (うたうワンワン～ピンクのブルドッグ～) (Kyaru)

## Divers
Programmes TV
- 2000–2007 : Hello! Morning (ハロー!モーニング。)
- 2002–2004 : Tintin TOWN! (ティンティンTOWN!)
- 2005 : Musume DOKYU! (娘DOKYU!)
- 2009– : Quiz! Hexagon II (クイズ!ヘキサゴンII)

DVD
- 2006-11-22 : Alo Hello! Yaguchi Mari, Tsuji Nozomi DVD (Mari Yaguchi)

Comédies musicales et théâtres
- 2006 : Ribbon no Kishi The Musical (リッボンの騎士ザ・ミュージカル)

Radio
- 2001–2003 : Minimoni. no Minna HAPPY! (ミニモニ。のみんなHAPPY!)
- 2006 : Ishikawa Rika no Chanchaka☆Charmy! (石川梨華のちゃんちゃか☆チャーミー!) (as a guest)
- 2006 : Hello Pro yanen! (ハロプロやねん!)

Photobooks
- 2002-05-23 : Tsuji Kago (avec Ai Kago)
- 2003-09-xx : Pocket Morning Musume. (Volume. 1) (avec Rika Ishikawa, Hitomi Yoshizawa, Ai Kago)
- 2003-11-10 : Nono
- 2004-01-07 : 50W
- 2006-11-18 : Non no 19

Autres livres
- 2004-12-04 : U+U=W
- 2009-10-10 : Tsuji-chan no Ribbon Days
- 2009-11-06 : Tsuji-chan no Uma-kawa Gohan
- 2009-11-20 : Non Piece Tsuji-chan no Hibi Smile
- 2010-06-17 : Tsuji-chan x Kitty-chan HAPPY LIFE
- 2010-09-17 : Tsuji-chan no Umakawa Gohan 2
- 2011-06-18 : Non-chanpuru -mother-

## Liens
- (ja) Blog officiel Non Piece
- (ja) Fiche officielle